# Jack Clarke (autocoureur)

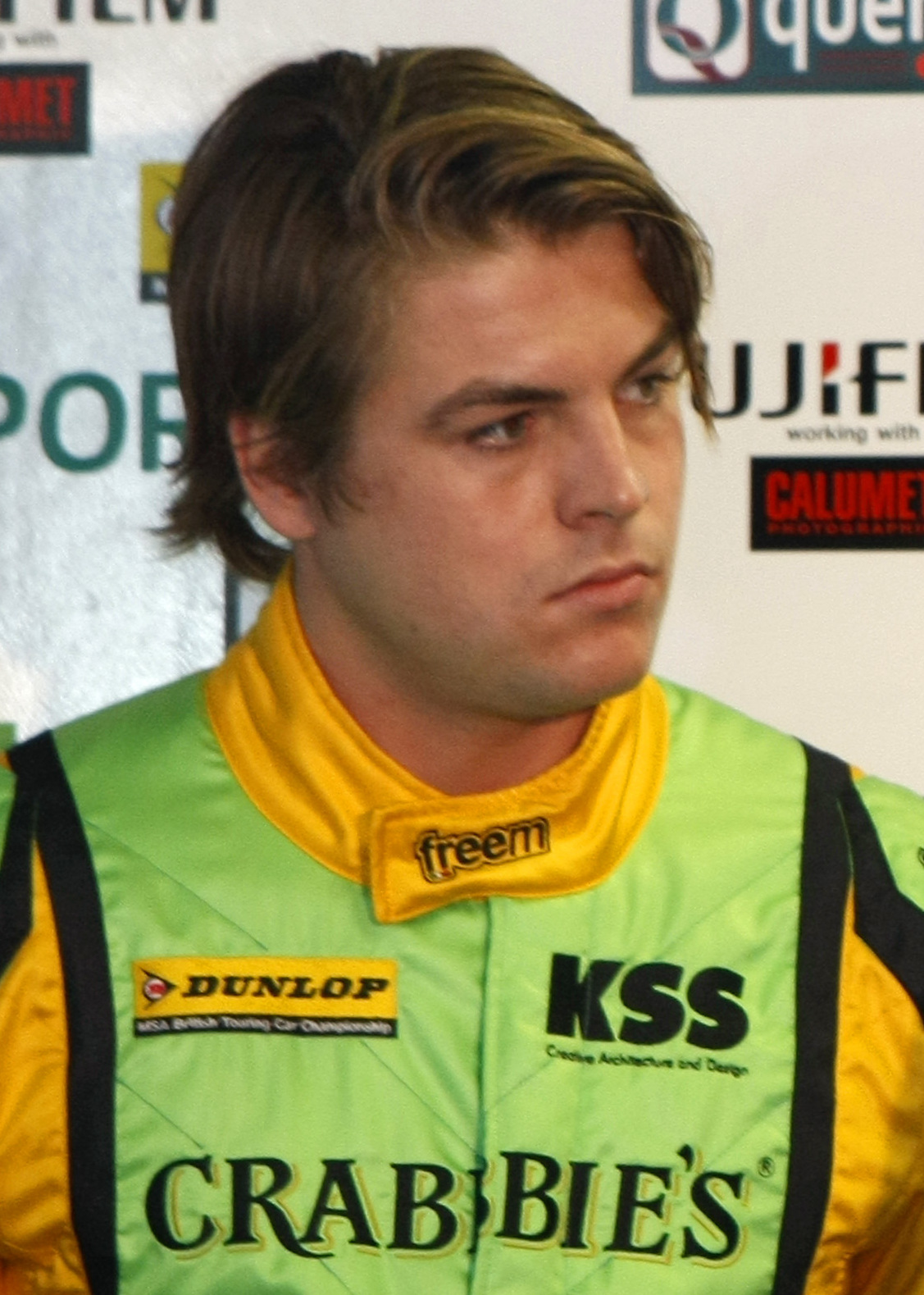
Jack Clarke in 2014

Jack Clarke (Effingham, Surrey, 1 maart 1988) is een voormalig autocoureur uit Engeland die tot en met 2011 in de Formule 2 reed, maar in 2014 met autoracen stopte. Hij is de stiefzoon van oud-Formule 1- en BTCC-coureur Julian Bailey.
Clarke was indirect verantwoordelijk voor de dood van zijn 18 jaar oude jonge collega-F2-coureur Henry Surtees, de zoon van voormalig wereldkampioen John Surtees in de Formule 1, in 2009. Hij verloor in de bocht Westfield in de negende ronde van de tweede race op Brands Hatch de controle over zijn auto en spinde in de bandenstapel. Door de klap raakte een van de banden van zijn auto los en rolde over de baan. Coureurs Pietro Gandolfi en Jolyon Palmer, een zoon van eveneens oud-Formule 1-rijder Jonathan Palmer, konden de band ontwijken, maar die kwam op het hoofd van Surtees terecht. De bewusteloze coureur reed rechtdoor in de bandenstapel van de bocht Sheene Curve, verloor ook een wiel en kwam aan het eind van deze bocht tot stilstand. Zijn andere voorwiel draaide nog. Surtees overleed later in een ziekenhuis in  Londen aan hersenletsel. Clarke herdacht hem als een 'kwaliteitscoureur' en een 'harde racer'.

## Carrière
- 2006: Formule BMW UK, team Nexa Racing
- 2007: Formule Palmer Audi, twee overwinningen
- 2007: Formule Palmer Audi Herfstklasse, een overwinning, derde in kampioenschap
- 2007: Formule Palmer Audi Shootout, een overwinning, tweede in kampioenschap
- 2008: Porsche Carrera Cup, team Porsche Motorsport, twee races
- 2008: Formule Palmer Audi, twee overwinningen
- 2008: Formule Palmer Audi Herfstklasse, een overwinning
- 2008: Formule Palmer Audi Shootout
- 2009: Formule 2, team MotorSport Vision.
- 2010: idem
- 2011: idem
- 2012: European Le Mans Series, team Boutsen Ginion Racing.
- 2014: BTCC, team Crabbie's Racing, tweede plaats

## Formule 2-resultaten
| Jaar | 1       | 2      | 3       | 4       | 5       | 6       | 7       | 8       | 9     | 10     | 11    | 12      | 13     | 14     | 15     | 16     | 17  | 18  | Rang | Punten |
| ---- | ------- | ------ | ------- | ------- | ------- | ------- | ------- | ------- | ----- | ------ | ----- | ------- | ------ | ------ | ------ | ------ | --- | --- | ---- | ------ |
| 2009 | VAL 13  | VAL 19 | BRN Ret | BRN 15  | SPA 5   | SPA Ret | BRH Ret | BRH Ret | DON 9 | DON 14 | OSC 7 | OSC Ret | IMO 14 | IMO 14 | CAT 17 | CAT 14 |     |     | 18e  | 6      |
| 2010 | SIL Ret | SIL 4  | MAR Ret | MAR Ret | MON Ret | MON 12  | ZOL     | ZOL     | ALG   | ALG    | BRH   | BRH     | BRN    | BRN    | OSC    | OSC    | VAL | VAL | 14e  | 12     |